# Кандид, Хью
Хью Кандид, или Хьюго Простодушный (англ. Hugh Candidus, Hugh Whyte, лат. Hugo Candidus, Hugo Albus; около 1095 — между 1155 и 1160) — английский хронист, монах-бенедиктинец из аббатства Св. Петра в Питерборо (Кембриджшир), автор первой латинской хроники этой обители с момента её основания в VII веке до середины XII столетия.
Его следует отличать от Гуго Простодушного (ум. 1099) — английского прелата из Ремирмонтского аббатства, служившего кардиналом-священником Сан-Клементе, поддержавшего императора Генриха IV в конфликте с папой Григорием VII на Вормсском рейхстаге 1076 года, а в конце XI века занимавшего сначала кафедру епископа Фермо, а затем епископа Палестрины.

## Биография
Единственными достоверными источниками о жизни хрониста являются автобиографические заметки в его хронике, а также отдельные замечания позднейших продолжателей. Родился он около 1095 года в окрестностях Питерборо в Кембриджшире, вероятно, в семье с нормандскими корнями. В ранней юности принял постриг в местном бенедиктинском монастыре Св. Петра, куда приведён был своим старшим братом Реджинальдом Спиритусом, исполнявшим там при аббате Эрнульфе (1107—1114) обязанности ризничего. Являлся очевидцем пожара в монастыре 4 августа 1116 года, уничтожившего почти всю его библиотеку и скрипторий, а также восстановления его собора в 1118-м настоятелем Иоанном из Сеса (англ. John de Sais, 1114—1125).
Сызмальства не отличаясь крепким здоровьем, сумел дожить до весьма преклонного по те временам возраста. При жизни был прозван «Хьюго Альбусом», вероятно, из-за бледности, или привлекательности своего лица. Позднейшие монастырские летописцы называли его «Хью Кандидом», и в первой половине XVI века антикварий Джон Лиланд перевёл это прозвище как фамилию, назвав его «Хью Уайтом» (англ. Hugh White).
Главными учителями его в Питерборо стали старший брат Реджинальд и аббат Эрнульф; об обоих он отзывался позже с нескрываемой теплотой. В правление настоятелей Иоанна, Генриха, Мартина Бекского и Уильяма Уотервилля сумел отличиться практически во всех отраслях монастырской деятельности, завоевав расположение не только у собственной братии, но и у монахов окрестных обителей. При аббате Мартине (1133—1155) избран был субприором. В Великий пост 1139 года при переосвящении епископом Александром Линкольнским (1123—1148) мощей Святого Освальда, целовал и омывал правую руку подвижника — самую ценную из хранившихся в аббатстве реликвий. В своей хронике позже засвидетельствовал, что, в соответствии с пророчеством Святого Эйдана, плоть и кожа святого короля все ещё оставались тогда целыми.
После смерти 2 января 1155 года аббата Мартина Бекского, назначен был с одиннадцатью другими старшими монахами в коллегию по избранию его преемника, которым стал Уильям из Уотервилля. На следующий день вместе со своим братом приором Реджинальдом отправлен был в Оксфорд к находившемуся там королю Генриху II, который вместе с архиепископом Кентерберийским Теобальдом Бекским (1138—1161) подтвердил выборы нового настоятеля.
Умер не позже 1160 года в Питерборо, в соборной церкви которого и был похоронен.

## Сочинения
Свою латинскую хронику аббатства Св. Петра составил, вероятно, по просьбе аббата Уильяма, изложив в ней историю обители начиная с основания её в VII веке королём Мерсии Пендой, когда соседнее поселение носило название Мидхэмпстед, а затем описав сначала разорение его около 866 года викингами, а после повторное основание в X веке епископом Этельвольдом Уинчестерским, получившим поддержку со стороны Св. Дунстана, и последующее изменение названия города на Питерборо, которое приводит в англонормандской форме (норманд. Peterburch). Рассказав о приращении земельных владений и богатств монастыря до нормандского завоевания (1066), в результате которого Питерборо стал известен под именем «золотого городка», а после о разорении и сожжении его в 1070 году отрядом англосаксонского повстанца Хереварда, недовольного тем, что монастырь Св. Петра отдан был под управление нормандского аббата Турольда, хронист излагает уже события времён своей юности и зрелости, завершая свою историю избранием Уильяма Уотервилля аббатом (1155).
По словам исследователя творчества хрониста Эдмунда Кинга, «сочинение Хью почти не касается событий вдали от монастыря, уделяя внимание его устроениям и пожертвованиям ему, а также жизни его святых покровителей». Исключение представляют пересказы местных легенд вроде предания об адском псе Чёрном Шаке, а также описания местной природы и достопримечательностей, в частности, знаменитых Фенских болот, которые Хью называет «весьма полезными для людей, которые находят на них себе пропитание и хворост для очагов, сено на корм скоту и крыши для хижин, а также множество иных полезных вещей, и, сверх того, дающими им птицу и рыбу».
Вместе с тем, хронист приводит интересные подробности, отсутствующие в других источниках, навроде рассказов о чудесном спасении в 970 году епископом Этельвольдом в Или главной реликвии Питерборо, вышеназванной руки Св. Освальда, а также о хитрости ризничего Ивара, спустя столетие отправившегося в Данию за ценностями аббатства, похищенными людьми вышеназванного Хереварда.
Помимо прочего, Хью упоминает в своей хронике некую «леди Годиву», завещавшую веком ранее земли Питерборо в Хаф-он-Хилле, Лиденхэме, Уошингборо и Лонг-Беннингтоне в Линкольншире, в Конисбро в Йоркшире, а также участок в Барнвелле в Нортгемптоншире. Хотя легендарная супруга эрла Леофрика действительно отличалась набожностью, пожертвовав немало богатств аббатству в Ковентри, твёрдых оснований для того, чтобы отождествить её с Годивой из хроники Хью Кандида, являвшейся, скорее всего, второй женой эрла Нортумбрии Сиварда, на сегодняшний день нет.
Продолжатели хроники Хью Кандида, монахи из Питерборо Роберт Сваффхэм, дополнивший её сообщениями от настоятельства Бенедикта (1177—1194) до окончания в 1245 году правления аббата Уолтера, и Вальтер из Уиттлси, продолживший её до начала XIV века, снабдили её рядом подробностей, в частности, упомянув без датировки о смерти автора и сведении в 1175 году с должности настоятеля Уильяма Уотервилля.
Ранее Хью ошибочно приписывали заключительные части местной версии «Англосаксонской хроники», т. н. редакции Е, включённой около 1121 года в «Хронику Питерборо», которая завершается, как и его собственное сочинение, избранием аббата Уильяма. Однако историки нового времени, в частности, Томас Райт, установили, что, будучи наполовину нормандцем, Хью вряд ли достаточно понимал для этого древнеанглийский язык, который в середине XII века частично бытовал ещё в местной монашеской среде. Скорее возможно говорить о том, что он сам использовал как источник вышеназванную редакцию «Англосаксонской хроники», или же её протограф, оказавшийся в Питерборо после пожара 1116 года, когда там началось формирование новой библиотеки.
Хроника стала источником для краткой англо-нормандской «Geste de Burch», возможно, написанной самим Хью, а также первой «Истории Питербороской церкви» (англ. History of the Church of Peterborough), выпущенной в 1686 году Саймоном Гантоном с дополнениями Патрика Дина.
Впервые она была опубликована в 1723 году в собрании «Historiae Anglicanae Scriptores Variae», изданном антикварием Джозефом Спарком. Последний пользовался несохранившейся рукописью хроники Уолтера Уиттлси, охватывавшей 1246—1321 годы и известной как «История монастыря Питерборо» (лат. Historia Coenobii Burgensis). В том же сборнике увидело свет переложение хроники Хью на англонормандские стихи «Geste de Burch», а также продолжения до 1246 года, вероятно, извлечённые Спарком ещё из одной рукописи 1250-х годов, хранящейся ныне в отделе рукописей библиотеки Кембриджского университета под заглавием «Книга Роберта Сваффхэма» (лат. Liber de Swaffham).
Однако самая ранняя из редакций хроники Хью, включённая после его смерти в картулярий Питерборо, рукопись которого погибла при пожаре библиотеки Коттона 23 октября 1731 года, дошла до нас лишь в рукописном английском переводе, выполненном в 1652 году Джорджем Дэйвенпортом. Научное издание хроники, с разночтениями по трём редакциям, увидело свет в 1949 году в Лондоне под редакцией, с предисловием и примечаниями историка Уильяма Томаса Меллоуза, тогдашнего председателя «Общества публикации документов по истории Нортгемптоншира» (англ. Northamptonshire Record Society). В 1941 году в Питерборо выпущен был комментированный английский её перевод, выполненный Чарльзом Меллоузом, и там же в 1966 и 1980 годах переизданный с незначительными исправлениями.

## Издания
- The Chronicle of Hugh Candidus, a Monk of Peterborough. Translated by Charles Mellows, edited by William Thomas Mellows. — Peterborough: The Peterborough Natural History Scientific and Archaeological Society, 1941.
- The Chronicle of Hugh Candidus a Monk of Peterborough (Medieval Latin with English Introduction). Edited by William Thomas Mellows. — London; New York: Oxford University Press, 1949. — xxxvi, 251 p.
- The Peterborough Chronicle of Hugh Candidus. Edited by William Thomas Mellows. — 3'rd edition. — Peterborough: Peterborough Museum Society, 1980. — 72 p.